# Triaspis thomsoni
Triaspis thomsoni är en stekelart som beskrevs av Josef Fahringer 1934. Triaspis thomsoni ingår i släktet Triaspis och familjen bracksteklar. Arten är reproducerande i Sverige. Inga underarter finns listade i Catalogue of Life.